# Cassandra Cruz
Cassandra Cruz (Weehawken, Nueva Jersey; 27 de septiembre de 1982) es una actriz pornográfica y modelo erótica estadounidense retirada.

## Biografía
Cassandra, nombre artístico de Vanessa Cabanillas, nació en septiembre de 1982 en Weehawken, localidad del estado de Nueva Jersey en una familia de ascendencia latina. Estudió en la Escuela Parsons de Diseño, donde se graduó en Bellas Artes en el año 2005. Antes de entrar en la industria porno, trabajó en Nueva York durante tres años como dominatrix profesional.
Entró en la industria pornográfica en 2006, a los 24 años de edad. Al año siguiente se casaba con el peleador estadounidense de artes marciales mixtas Aaron Brink, del que se divorciaría en 2011.
Como actriz ha trabajado en películas de Penthouse, Hustler, Wicked Pictures, Vivid, Marc Dorcel, Evil Angel, Digital Sin, Kick Ass, New Sensations o Naughty America, entre otras productoras.
En 2008 fue nominada en los Premios AVN en la categoría de Mejor escena escandalosa de sexo por la película Club Satan: The Witches Sabbath junto a Paris Gables, Kyle Stone, Scott Lyons, Rick Masters, John West, Dakota, Frank Towers, Dominic y Matt Zane.
Al año siguiente recibió otra nominación en los AVN a Mejor actriz de reparto por la película Hearts and Minds II: Modern Warfare. Su compañera Ashlynn Brooke también fue nominada por la misma película.
Así mismo, participó en la premier de la séptima temporada de la serie Sons of Anarchy junto a las hermanas Natasha y Natalia Starr, Daisy Marie, Misty Stone, Layton Benton, Alexa Aimes, Mia Isabella y Vicki Chase.
Algunos títulos de su filmografía son Orgy - The XXX Championship 2, Not Charlie's Angels XXX, Anal Addicts 33, Breaking All Ties, Desperate Housewhores, Girlfriends 6, In Your Dreams, It Barely Fits 2, LA Kink, Mean Dungeon, Sex on the Job o Tight Young Latinas.
Se retiró como actriz en 2014, grabando más de 330 películas.

## Premios y nominaciones
| Año  | Ceremonia   | Resultado | Premio                           | Trabajo                             |
| ---- | ----------- | --------- | -------------------------------- | ----------------------------------- |
| 2008 | Premios AVN | Nominada  | Mejor escena escandalosa de sexo | Club Satan: The Witches Sabbath     |
| 2009 | Premios AVN | Nominada  | Mejor actriz de reparto          | Hearts and Minds II: Modern Warfare |